# Jenny Berggren
Jenny Cecilia Berggren (Gotemburgo; 19 de mayo de 1972) es una cantante y compositora sueca. Es más conocida por haber sido la vocalista del grupo musical pop Ace of Base. En 2010 estrenó My Story, su primer álbum en solitario.

## Primeros años
Jenny nació en Gotemburgo y es la menor de los tres hijos de Göran Berggren, un radiólogo, y Birgitta Berggren, profesora de universidad. Se crio en una familia cristiana en las afueras de Gotemburgo. Los Berggrens eran una familia que combinó la fe y la música como su principal enfoque y pasatiempo. En su autobiografía, Jenny recuerda uno de sus primeros años cuando su padre tocaba la flauta en su casa.
El cristianismo y la música se mantuvieron constantes a lo largo de su infancia y vida adulta. Jenny fue elegida para desempeñar varios papeles en actuaciones escolares cuando era niña, en gran parte debido a su talento vocal. Ella y Malin fueron parte del coro de su iglesia y tomaron lecciones para tocar el violín. Jenny al final terminaba cantando las notas en lugar de tocarlas. Así que le rogó a sus padres saltarse las lecciones de violín para tomar clases de canto.
Recibió el sacramento de la confirmación a los 15 años durante un periodo difícil ya que su familia enfrentó la posible pérdida de su madre debido al cáncer. Afortunadamente Birgitta sobrevivió, y a través de esa experiencia, Jenny recibió de la confirmación una profunda impresión sobre el propósito de Dios en su vida.
A la edad de 16 años, se unió a los líderes cristianos de la iglesia luterana  Åh Stiftsgard en Suecia con el fin de educar a los niños sobre las creencias religiosas. Su objetivo es y siempre ha sido transmitir su confianza y creencia en Dios. Toda su vida cantó en varios coros y conjuntos. Cada verano, desde que era una adolescente, Jenny se desempeñó como maestra de confirmación y consejera para los adolescentes que asisten al campo de confirmación en la iglesia luterana. Este fue un papel que logró continuar todos los veranos. Incluso cuando era famosa con Ace of Base y viajaba por el mundo como una celebridad, aún se tomaba cinco semanas de descanso durante el verano para regresar a esta base de vida, hasta que tuvo sus propios hijos.
Antes de que Jenny tomara al mundo por asalto en Ace of Base, estaba estudiando para convertirse en maestra. Sus trabajos temporales incluían ser camarera en un restaurante y crupier en un casino local.

### Ace of Base
Jenny solía cantar la música de su hermano desde los 14 años como un pasatiempo, pero no fue hasta el año siguiente en 1987 que los hermanos Berggren, junto a Johnny Lindén y Nicklas Tränk, formalizarán una banda musical a la que llamaron "TechNoir". Donde el quinteto componía y grababa música en el más puro estilo Techno.
Mientras Jenny cantaba en TechNoir, asistía a la universidad con la intención de convertirse en docente. De manera alterna desempeñó una carrera musical interpretando voces de fondo para la banda de rock sinfónico sueca, Masque en 1991.
Johnny y Nicklas se retirarían del grupo dos años después, por lo que Jonas, líder de la banda, incluyó a su otro amigo Ulf Ekberg. El grupo, ahora como cuarteto, continuó grabando canciones desde el sótano de la casa de los Berggren en su ciudad natal de Gotemburgo, Suecia. Durante ese periodo, finalmente reemplazarían el nombre TechNoir por el de Ace Of Base
Jenny terminaría por suspender sus planes de convertirse en maestra cuando Ace of Base firmó con el sello danés Mega Records en 1992 con apenas un semestre cursado en la universidad.

## Papel de Jenny en Ace Of Base

### Vocalista secundaria (1992-1996)
El papel original de Jenny en la banda era casi igual al de su hermana Linn, aunque los primeros singles elegidos por la compañía discográfica hicieron que Linn cantara la mayoría de las voces principales mientras ella hacia apoyo vocal de fondo y en los show de TV, ella más la pasaba bailando que cantando. Curiosamente en "All That She Wants", su más grande éxito, Jenny no tiene ninguna intervención vocal. No obstante, siempre fue una miembro muy activa en la banda con una presencia imponente. En los primeros años, ella y Linn tenían un papel muy minoritario en la producción o escritura de los primeros temas de Ace Of Base, generalmente Jonas y Ulf se encargaban de eso.
Con su primer álbum, el grupo se hizo muy popular en muchos países del mundo, y la versión estadounidense de Happy Nation (The Sing), con una venta de 23 millones de copias, llegó al Libro Guinness de Récords Mundiales. El éxito de la banda era prematuro, Jenny aún no estaba preparada para las luces y cámaras del espectáculo. Los fanes describen sus tempranas apariciones de televisión como  "un ciervo entre los reflectores".

“Era como colocarse en una lavadora, encenderla y girar a toda velocidad. Pasé de ser una estudiante acostumbrada a escribir enormes cantidades de texto todos los días a escribir sólo mi nombre en un papel; todo lo que tuve que escribir era mi autógrafo. Había pasado de ser Jenny de Gotemburgo a una estrella internacional"
Knife attack survivor Jenny Berggren talks fame and her days in Ace of Base (Daily Record - 2016)

En 1994, la popularidad de la banda aumentaba con su hit "The Sing". En este, las contribuciones vocales de Jenny fueron igual de parejas que Linn. Su voz pasaría a ser apreciada también en el sencillo "Don't Turn Around". Aun así, sencillos como "Living In Danger" seguían demostrando que Linn era la voz principal. Esta determinación de roles hizo especular a la prensa sobre cierto odio de Jenny a su hermana, pero ella desmintió todo eso, alegando que entre ambas sólo podrían existir ciertos desacuerdos como cualquier pareja de hermanos pero que amaba mucho a Malin.
Jenny recuerda una experiencia en Dinamarca, sobre dos chicos que seguían a Ace Of Base todo el tiempo. Viajaron después de ellos, imprimieron camisetas y tuvieron acceso al backstage. Los dos hicieron todo lo posible por acercarse al grupo. Fue divertido conocer a esos fans,- decía -Cuando estábamos de gira en Suecia, tuvimos algunos seguidores de Upsala, al norte de Estocolmo, siguiéndonos todo el tiempo.
Este tipo de encuentros fortuitos con los fanes tuvo un mayor impacto emocional cuando Jenny se topó con una mujer alemana llamada Manuela Behrendt. De los 4 miembros del grupo, Jenny era la única que aún vivía con sus padres. Así que la noche del 27 de abril de 1994, cuando la banda se daba un receso de su gira y Jenny dormía en la planta baja. Esta mujer de 21 años, logró acceder durante la madrugada a la casa de los padres y despertó a Jenny tomándola del cabello y poniéndole un grande cuchillo de caza en el cuello. Le dijo que era fan de Ace Of Base y pidió conocer al resto del grupo. Jenny, que en todo momento estuvo manteniendo la calma, dirigió a la mujer al dormitorio de sus padres. Su madre al dar crédito de lo que estaba pasando, saltó de la cama y rápidamente se arrojó sobre la intrusa, enfrentándosele y logrando arrancarle el cuchillo, no sin antes recibir unos cuantos cortes en las manos debido al forcejeo. Su padre, Göran, refrenó a la mujer mientras que Jenny llamó a la policía. Minutos después que los agentes llegaran y se llevaran a Manuela, Jenny recuerda que la intrusa, en un último esfuerzo, le dio un abrazo de despedida.
Después de esto, a la atacante se le prohibió el ingreso a Suecia. Se cree que acosó a la familia en los días previos al ataque, merodeando cerca de la casa y durmiendo en los bosques adyacentes. Birgitta, la madre, incluso le había dado algunas manzanas y una tarjeta de membresía del club de fanes.

"Supongo que fuimos extremadamente ingenuos, pero nuestra fama era muy nueva para nosotros, y no fuimos conscientes de todos los problemas que trae ser estrellas del pop. Recuerdo que a la mañana siguiente que me atacaran, me llamaron diciendo que éramos número 1 en Estados Unidos. Algunos estaban como, ¡WOW! ¡Hagamos una gran fiesta! No quería una fiesta, estaba destrozada. Todo lo que podía pensar era que casi me mataban"
Knife attack survivor Jenny Berggren talks fame and her days in Ace of Base (Daily Record - 2016)

A partir de ese suceso, Jenny y el grupo viajaban a todo evento público con guardaespaldas. En las giras, ella siempre dormía al lado de Linn y a menudo experimentaba ataques de pánico si los fanáticos se le acercaban demasiado. "Al final, odié a la chica que me causó todo esto, pero por otro lado, siento lástima por ella".
En 1995 la banda continuó haciendo música, y Jenny encontró una fuerza dentro de su fe cristiana para seguir adelante. Ella compuso varias canciones para el nuevo álbum "The Bridge", como "Wave Wet Sand", "Experience Pearls" y "Ravine", una canción que fue inspirada en el ataque. En los tres temas, su voz es la única que se aprecia. Y en el caso de los nuevos sencillos: "Beautiful Life" "Lucky Love y "Never Gonna Say I'm Sorry" Jenny tuvo un protagonismo vocal igual de parejo que el de su hermana. En los shows de TV se le notó mucho más desvuelta y durante la gira en 1996 para "The Bridge", se mostraba muy conectada con el público. En los conciertos, el rendimiento de Linn gradualmente iba siendo menor al de Jenny en cuanto a energía. Ella a veces solía quedarse de pie cantando frente al micrófono y bailar en su sitio mientras Jenny aprovechaba cualquier momento para moverse por todo el escenario.
La última parte de la gira involucraba Asia. Linn por primera vez no asistió a estos conciertos, dejando a los muchachos continuar en su ausencia. Un extracto del documental "Our Story" mostraba a Jenny sosteniendo una copia impresa de la letra de "Beautiful Life" diciendo: Ahora tengo que cantar todas las partes de Linn, y no las conozco bien. Mientras Ulf menciona "Este documental será un clásico, es la primera vez que actuaremos nosotros tres" . Jenny luce seria.

"No sabía que presionaba a Linn diciéndole: ¡Hey, tenemos que hacer esto! Y ella dijo: ¡No! Siempre tengo la mayor responsabilidad en el canto, ya no puedo hacerlo más".
Y fue ahí donde pude entender su presión... Si ella no rendía lo suficiente, todo el grupo parecía reducirse a nada, como si no hubiera nada que ofrecer..."
Jenny Berggren en el documental "Our Story" 1997

### Vocalista principal (1997- 2003)
A partir de 1997 el grupo se encontraba grabando su tercer álbum "Flowers" por lo que sus apariciones públicas fueron mínimas. Las apariciones más destacadas de Ace Of Base en ese año fueron en los World Music Awards en Canadá, interpretando el tema "Ravine". Y un concierto totalmente en vivo organizado para la princesa Victoria de Suecía. Ambos eventos tienen en común la participación de Jenny como vocalista principal mientras que Linn se encontraba al fondo del escenario ejecutando los teclados sin cantar. Todos los miembros en el documental (incluyendo la misma Linn) ya habían argumentado sobre los nuevos deseos de Linn en dejar de ser tanto el centro de atención aliviando esta presión al estar como tecladista. Posteriormente Ulf  justificaría el nuevo rol de Linn usando la excusa de "querer sonar mejor en vivo".
Lo cierto es que Linn iba perdiendo el interés de continuar en Ace of Base, pero ausentarse hubiera concurrido en una violación a su contrato dentro de la banda. Por lo que Jenny tuvo que tomar las riendas de esta situación y fue así como terminaría asumiendo el rol de la vocalista líder.
Varios de los temas de Flowers en sus versiones demos contaban con la participación vocal de Linn, pero al final su voz se redujo drásticamente ya que Jenny fue quien cantó casi todos los temas en sus versiones finales. Cuando el álbum fue publicado en 1998, la prensa preguntaba la razón del cambio de roles. Jonas decía que esta era una rotación normal. Linn cantaba siempre, a veces cantaba una ella y Jenny otra, o ambas a la vez. Por su parte, Linn manifestó que no tenía ningún problema con eso.

Cuando quedó claro que debía asumir el liderazgo de inmediato, tuve un problema con eso. Antes Malin había sido nuestra imagen principal, pero cuando estábamos en el estudio trabajando en nuestro álbum "Flowers", me volví más y más segura con cada nueva canción. Ahora disfruto estar en el frente.
Jenny Berggren en un artículo de la revista Bravo, Alemania 1998 "Malin never got over the attack!"

Jenny pasó a tener total interacción con el público en el escenario muy al contrario de Linn que no volvió a cantar o siquiera hacer playback de ninguna canción cuando la banda estaba en vivo. Jenny era quien cantaba todas las canciones incluyendo las partes que originalmente eran de Linn.

## Jenny Berggren como solista
Después de que Jonas y Ulf dejaran de lado a Jenny en el nuevo proyecto Ace.Of.Base, Jenny lanza un nuevo álbum como solista que vio la luz a mediados de octubre de 2010 My Story.

## Discografía
Como solista

### Álbumes
- 2010: My Story

### Sencillos
- Free Me (gratis para bajar desde la página oficial)(2009)
- Here I Am (digital y físico) (2010) SUE: #14[16]
- Gotta Go (digital) (2010)
- Natural Superstar (digital) (2011)
- Let Your Heart Be Mine (digital) (2011)
- Come (digital) (2015) SUE: #47[16]
- Push Play (digital) (2015)
- Älskar Dig Till Döds (digital) (2015)
- Varje Gång Jag Ser Dig (digital) (2015)
- Lever Så Här (digital) (2015)